# Mémorial du génocide de Kibuye
Le mémorial du génocide de Kibuye commémore le massacre de masse de Tutsi qui s'est déroulé en avril 1994 à Kibuye, ville de l'ouest du Rwanda sur le bord du lac Kivu, lors du Génocide des Tutsi au Rwanda.
Le mémorial est construit sur le site de l'ancienne église, à côté de l'ancien stade Gatwaro dans lequel a eu lieu des massacres des Tutsis, regroupés et emprisonnés par les autorités locales. Sur le site de cet ancien stade est bâti, de nos jours, une école qui jouxte le mémorial.

## Emplacement
| \| 150 km1:3 445 000 \| Kibuye Gisenyi Bisesero Ntarama Kigali Nyamata Murambi Rusiga |
| 150 km1:3 445 000                                                                     |

| 150 km1:3 445 000 |

| Mémoriaux du génocide des Tutsis au Rwanda |
| (2018) Année d'inauguration                |

Le mémorial est bâti sur le site sur lequel de très nombreux Tutsis, piégés, ont trouvé la mort.
Le site est construit là où se trouvait la paroisse Saint Pierre de Kibuye et juste à côté de l'ancien site du stade Gatwaro aujourd'hui remplacé par une école primaire.
Ce mémorial fait partie d'un ensemble de sites commémoratifs nationaux au Rwanda qui commémorent le génocide.
Les autres sont le Centre commémoratif de Murambi, le Centre commémoratif du génocide de Bisesero, le Mémorial du génocide à Ntarama, le Mémorial du génocide à Kigali et le Mémorial de Nyarubuye.
Il existe des dizaines de sites commémoratifs et des tombes communes dans les alentours du site mémoriel de Kibuye et certaines fosses communes ont été emménagés tandis que les dépouilles des autres sites sont rassemblées à Kibuye.
De nombreux autres sites sur le territoire du Rwanda commémorent le génocide au Rwanda.

## Histoire du massacre

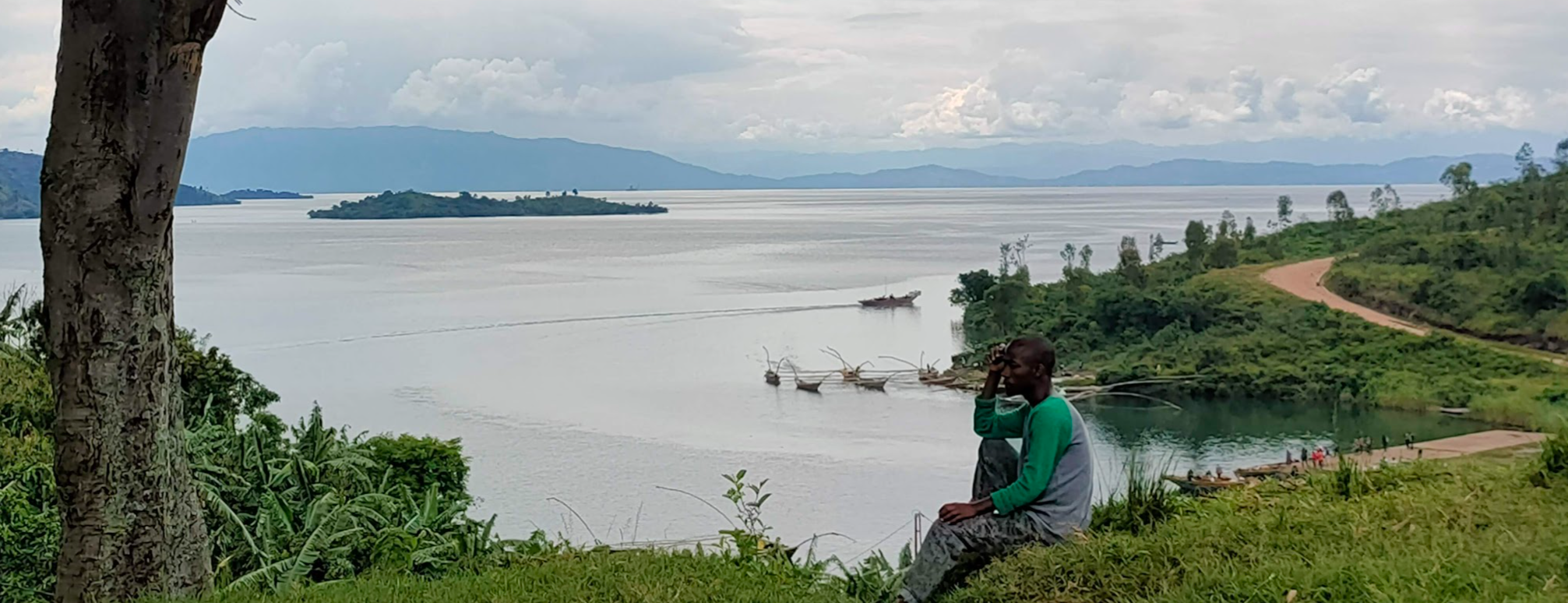
Environs de Kibuye (novembre 2022)

Une grande proportion des autorités rwandaises lors du génocide est originaires du nord et de l'ouest du pays. Le Front patriotique rwandais (FPR) étant entré au Rwanda par le nord, les zones nord du pays, des villes telles Gisenyi et Kibuye, ont connu des discours génocidaires de la bouche des représentants du gouvernement.
Selon les données du recensement national de 1991, les Tutsis dans la préfecture de Kibuye étaient au nombre de 71 225, soit 15% de la population.
Léon Mugesera, membre du MRND, déclare le 22 novembre 1992 à Gisenyi :

« Maintenant je m’adresse à vous les Tutsis, les cafards. Je vous apprends que votre pays c’est l’Éthiopie, et nous allons vous y expédier très prochainement via Nyabarongo. Cette fois, il faudra même exterminer les enfants. »

Du 20 au 22 février 1993, Kibuyé connait de nouveaux massacres de Tutsis par les miliciens du MRND et du CDR et ces massacres sont aussi perpétrés dans les préfectures de Byumba, Gisenyi, Kibuye et Ruhengeri.
Le 4 août 1993, les accords de paix d’Arusha sont signés.
Le 17 avril 1994, une attaque concertée est lancée contre le stade de Gatwaro, le complexe de la paroisse Saint Michel de Kibuyé et l'école d'agriculture de Nyamishaba.

Le préfet Clément Kayishema a donné le signal des massacres en tuant le premier un Tutsi, Ezéchiel Munyakaragwe. 

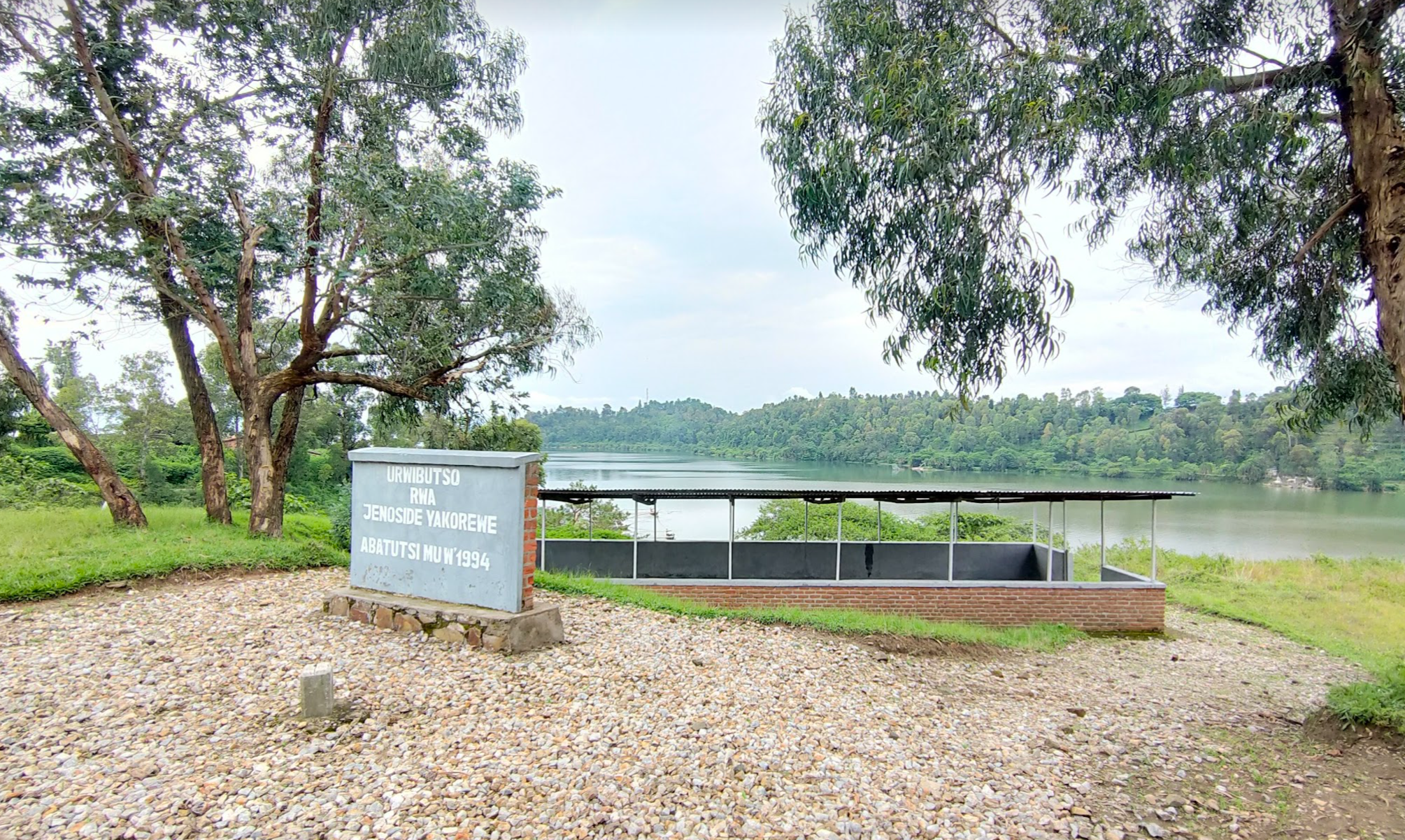
Une des fosses communes à Kibuye (novembre 2022)

Un médecin allemand présent à Kibuye au moment des massacres estime à 10 000 réfugiés Tutsis à Kibuye à la veille des massacres. 5 000 réfugiés au stade Gatwaro et plusieurs milliers dans le complexe de la paroisse Saint-Michel de Kibuye.
Selon le colonel Patrick Sartre, investigateur sur la présence de l'armée française au Rwanda durant le génocide, 12 000 Tutsis ont été tués le 16 et le 17 avril au stade Gatwaro, au complexe de la paroisse de Kibuye et dans les alentours. Le lieutenant-colonel Éric de Strabenrath a expliqué avoir trouvé 4 300 corps empilés les uns sur les autres à la paroisse et estime entre 7 000 à 9 000 le nombre de corps trouvés dans le stade.
En 2020, des rescapés continuent de retrouver les restes des leurs sur le site du mémorial,,. En 2017, Claude Muhayimana, employé à Rouen et réfugié rwandais, est accusé en France de complicité dans les massacres de Kibuyé et d'avoir transporté des miliciens sur les lieux de massacres des Tutsis en 1994.